# 利特費河
50°57′23.7″N 7°59′25.6″E / 50.956583°N 7.990444°E

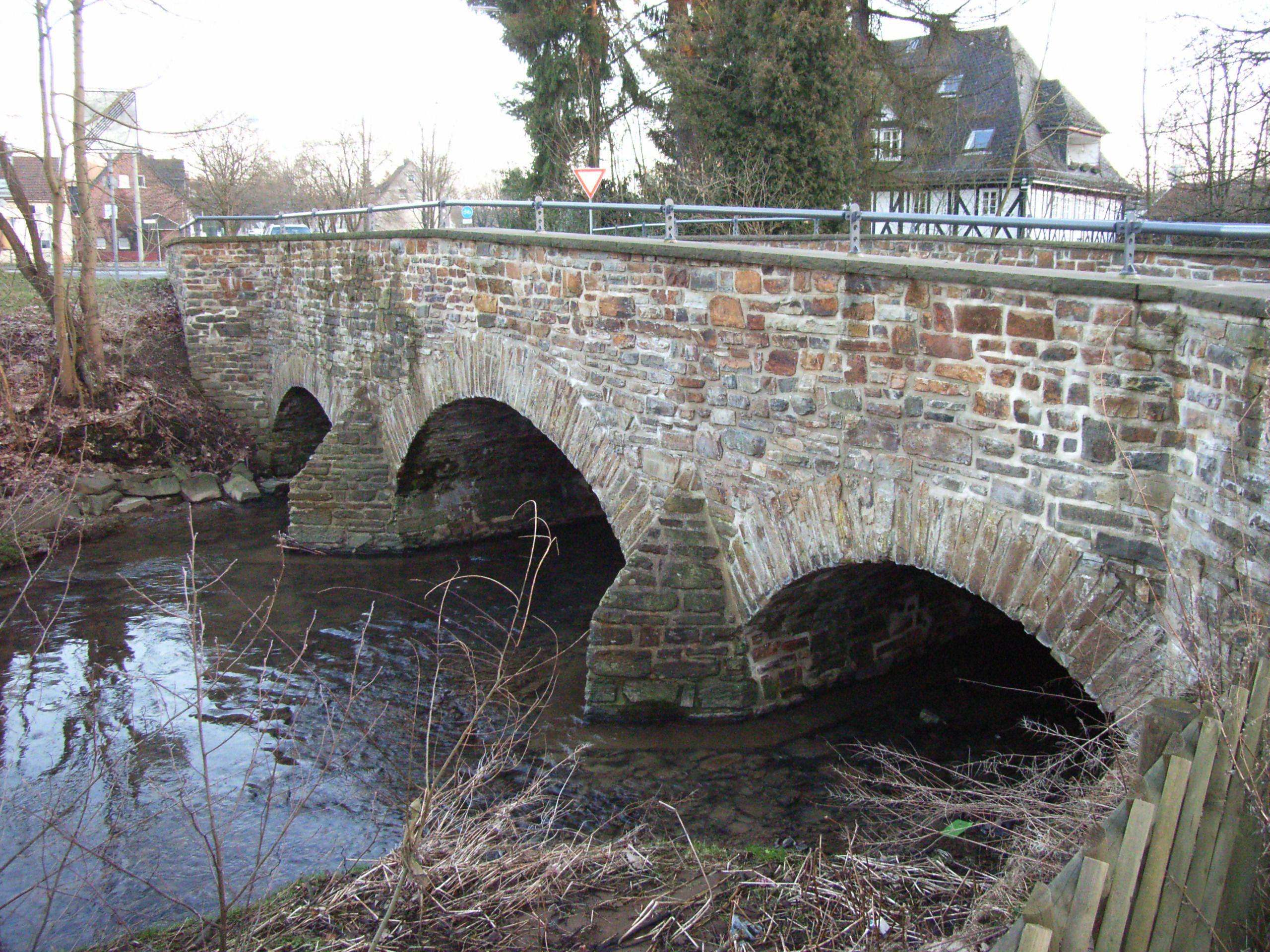

利特費河（德語：Littfe），是德國的河流，位於該國西部，處於北萊茵-威斯特法倫州，屬於費恩多夫巴赫河的右支流，河道全長12.7公里，流域面積50.2平方公里。